# Кубарєв Валерій Опанасович
Валерій Опанасович Кубарєв (нар. 28 січня 1939) — радянський український футболіст, захисник та півзахисник.

## Життєпис
Футбольну кар'єру розпочав у складі аматорського клубу «Колгоспник», наступного року у складі рівненського клубу дебютував у Класі «Б», в якому провів 1 поєдинок. З 1959 по 1961 рік проходив військову службу в армійській команді СКА (Львів). По завершенні служби перейшов до житомирського «Полісся», у футболці якого зіграв 4 матчі в Класі «Б». У 1962 році перейшов до аматорського клубу «Сільмаш» (Львів), якому того сезону допоміг виграти чемпіонат Львівської області. Наступного року виступав у казахському клубі АДК (Алмати). У 1964 році повернувся до України, де став гравцем ужгородської «Верховини». Наступного року підсилив олександрійський «Шахтар», у футболці якого зіграв 22 матчі (1 гол) у Класі «Б» та 3 поєдинки у кубку СРСР. У 1966 році отримав пожиттєву дискваліфікацію, через що змушений був завершити футбольну кар'єру.